# Just a poke
Just a poke is het debuutalbum van Sweet Smoke uit 1970. Het album is gestoken in een psychedelische hoes van Jan Fijnheer, die sterk doet denken aan andere albums uit die tijd, bijvoorbeeld Days of Future Passed van Moody Blues. De muziek is een mengeling van progressieve rock en jazz, jazzrock. Van fusion zoals in latere jaren is hier nog geen sprake. Het album werd in een geluidsstudio opgenomen waar Conny Plank achter de knoppen zat.
De muziek is voor het grootste deel geïmproviseerd en dat had als gevolg dat er maar twee nummers op dit album stonden, beide kanten van de langspeelplaat hadden één nummer. Een drumsolo (in Silly Sally) mocht destijds niet ontbreken.
Na de tournee behorende bij dit album namen de bandleden een sabbatical om onder meer een reis naar India te maken, destijds zeer in trek. Invloeden daarvan zijn terug te vinden op Darkness to light, hun volgende album.

## Musici
- Andrew Dershin – basgitaar
- Jay Dorfman – slagwerk and percussie
- Marvin Kaminowitz – gitaar, zang
- Michael Paris – tenorsaxofoon, altblokfluit, zang, percussie
- Steve Rosenstein – slaggitaar, zang

## Muziek
| Nr. | Titel      | Duur  |
| --- | ---------- | ----- |
| 1.  | Baby night | 16:30 |

| Nr. | Titel       | Duur  |
| --- | ----------- | ----- |
| 1.  | Silly Sally | 16:28 |